# Blanqueado (métro de Santiago)
Blanqueado est une station de la Ligne 5 du métro de Santiago au Chili, dans les communes de Quinta Normal et Lo Prado.

## La station
La station est ouverte depuis 2010.

## Origine étymologique
La station est située au cœur de Blanqueado, un quartier traditionnel dans le secteur ouest du quartier de Santiago.